# HESA Shafaq
Die HESA Shafaq, auch Shafagh genannt (persisch شفق, „Dämmerung“ oder „Aurora“) ist ein iranisches Unterschall-Tarnkappenflugzeug.

## Geschichte
Nach ersten Berichten wurde die Shafaq als ein Unterschallflugzeug geplant, obwohl eine Verbesserung dieses Zustandes nicht ausgeschlossen wird. Laut iranischen Berichten wird sie eine Schicht aus radarabsorbierendem Material haben.
Das zweisitzige Flugzeug scheint auf dem russisch-iranischen „Project Integral“ zu basieren und ist mit russischen Schleudersitzen ausgestattet.
Drei Versionen sind geplant: Ein zweisitziger Trainer, ein leichtes Erdkampfflugzeug und ein zweisitziger Jagdbomber.
Die Shafaq wurde vom „Aviation University Complex“ (AUC), das Teil der Malek-Aschtar-Universität ist, entwickelt. Zu Beginn des Projekts erhielt der Iran russische Hilfe, und das Flugzeug war unter dem Namen Integral bekannt. Später hat sich Russland von der Entwicklung abgewendet, und der Iran führte die Arbeit unter der Bezeichnung Shafaq weiter.
Ein Modell im Maßstab 1:7 wurde im Windkanal getestet und Bilder veröffentlicht, die belegen, dass ein Modell in voller Größe ebenfalls gebaut wurde. Die Fertigstellung des ersten Prototyps war für 2008 geplant. Das Cockpit der Shafaq beinhaltet einen russischen K-36D-Schleudersitz und ein Farb-Multifunction-Display.

## Technische Daten
| Kenngröße        | Daten                                |
| ---------------- | ------------------------------------ |
| Besatzung        | 2                                    |
| Länge            | 10,84 m                              |
| Spannweite       | 10,45 m                              |
| Höhe             | 4,26 m                               |
| Leermasse        | 4361 kg                              |
| max. Startmasse  | 6900 kg                              |
| Dienstgipfelhöhe | 16.780 m                             |
| Triebwerk        | ein Klimow RD-33 mit 50 kN Schub     |
| Bewaffnung       | Sattar-, Shahbaz- und Fatter-Raketen |

## Vergleichbare Typen
- Qaher 313
- Hongdu L-15
- Jak-130